# Inge Bödding
Inge Bödding   (Hamburg, 29 de març de 1947), nascuda com a Inge Eckhoff, va ser una atleta alemanya, especialista en els 400 metres, que va competir per la República Federal Alemanya durant les dècades de 1960 i 1970.
El 1972 va prendre part en els Jocs Olímpics de Múnic, on va guanyar la medalla de bronze en la prova dels 4x400 metres relleus del programa d'atletisme. Formà equip amb Anette Rückes, Hildegard Falck i Rita Wilden.
En el seu palmarès també destaquen tres medalles al Campionat d'Europa d'atletisme, de bronze el 1969 i dues de plata el 1971. També guanyà tres medalles al Campionat d'Europa d'atletisme en pista coberta, de plata el 1971 i d'or i plata el 1972. Totes aquestes medalles foren guanyades sempre en proves de 400 metres i 4x400 metres relleus.

## Millors marques
- 400 metres. 52.9" (1971)[1][2]